# Kaspar Hauser – var och en för sig och Gud mot alla
Kaspar Hauser – var och en för sig och Gud mot alla (tyska: Jeder für sich und Gott gegen alle) är en västtysk historisk dramafilm från 1974 i regi av Werner Herzog, med Bruno S. i huvudrollen. Den handlar om fallet Kaspar Hauser, en man som växte upp instängd utan kontakt med människor, och den 26 maj 1828 hittades stående på ett torg i Nürnberg.
Herzog upptäckte huvudrollsinnehavaren, Bruno S, i en dokumentärfilm om gatumusikanter. Bruno S. spelade senare även huvudrollen i Herzogs film Stroszek – Balladen om Bruno S.. Undertiteln var och en för sig och Gud mot alla är tagen ur den brasilianska filmen Macunaíma från 1969, en företrädare för Cinema novo, eller "brasilianska nya vågen", som gjort stort intryck på Herzog.
Kaspar Hauser tävlade vid Filmfestivalen i Cannes 1975, där den tilldelades Juryns stora pris och FIPRESCI-priset. Den tilldelades Tyska filmpriset för bästa klippning och bästa scenografi, samt andraplatsen i kategorin bästa film.

## Rollista
- Bruno S. – Kaspar Hauser
- Walter Ladengast – professor Georg Friedrich Daumer
- Brigitte Mira – Käthe, Daumers hushållerska
- Willy Semmelrogge – cirkusdirektören
- Michael Kroecher – Lord Stanhope
- Hans Musäus – den okände mannen
- Marcus Weller – Julius Hiltel, sonen
- Gloria Doer – Frau Hiltel, Julius mor
- Volker Prechtel – Hiltel, Julius far, fångvaktaren
- Herbert Achternbusch – kycklinghypnotisören